# (8321) Akim
(8321) Akim est un astéroïde de la ceinture principale.

## Description
(8321) Akim est un astéroïde de la ceinture principale. Il fut découvert le 13 mars 1977 à Naoutchnyï par Nikolaï Tchernykh. Il présente une orbite caractérisée par un demi-grand axe de 2,65 UA, une excentricité de 0,11 et une inclinaison de 12,1° par rapport à l'écliptique.

## Compléments